# Prêmio Nacional de Fotografia Pierre Verger
Prêmio Nacional de Fotografia Pierre Verger é um dos maiores concursos de fotografia do Brasil, promovido bienalmente pela Fundação Cultural do Estado da Bahia (FUNCEB) desde 2003.
Até a sua 4ª edição, o concurso concedia prêmio único a um conjunto fotográfico de temática e técnica livres, para condecoração no valor de R$ 30 mil somada a apoio financeiro para a realização de uma exposição individual em Salvador e publicação de um catálogo. A partir da 5ª edição, de 2012/2013, o concurso passou a ter três categorias. O prêmio original foi transformado na categoria “Livre Temática e Técnica”, e foram criados dois novos prêmios de R$ 30 mil para outras duas modalidades: “Fotografia Documental” e “Trabalhos de Inovação e Experimentação na Área de Fotografia”.

## Vencedores
- 2003/2004 - Márcio Lima
- 2005/2006 - Rodrigo Albert
- 2008/2009 - Leonardo Costa Braga
- 2010/2011 - Pedro David
- 2012/2013 - André Hauck, André Penteado, Letícia Lampert